# Moyon
Moyon is een plaats en voormalige gemeente in het Franse departement Manche in de regio Normandië en telt 894 inwoners (1999). De plaats maakt deel uit van het arrondissement Saint-Lô.

## Geschiedenis
Moyon maakte onderdeel uit van het kanton Tessy-sur-Vire tot dat op 22 maart 2015 werd samengevoegd met het kanton Torigni-sur-Vire tot het kanton Condé-sur-Vire. Op 1 januari 2016 fuseerde de gemeente met Chevry en Le Mesnil-Opac tot de commune nouvelle Moyon Villages, waarvan Moyon de hoofdplaats werd.

## Geografie
De oppervlakte van Moyon bedraagt 24,0 km², de bevolkingsdichtheid is 37,3 inwoners per km².
De onderstaande kaart toont de ligging van Moyon met de belangrijkste infrastructuur en aangrenzende gemeenten.

## Demografie
Onderstaande figuur toont het verloop van het inwonertal (bron: INSEE-tellingen).